# رشيد تيتيه
رشيد تيتيه (بالإنجليزية: Rashid Tetteh)‏ هو لاعب كرة قدم غاني في مركز الدفاع، ولد في 14 يوليو 1995 في أكرا في غانا. لعب مع نيو مكسيكو يونايتد.